# Intelectualismo
Se denomina intelectualismo a la postura de quienes dan al intelecto preeminencia frente a lo afectivo y frente a lo volitivo. Por extensión, a cualquier exageración del papel del intelecto. El intelectualismo se basa en el supuesto de que la realidad es racional o inteligible y, por lo tanto, susceptible de conocimiento racional, sea este exhaustivo o no.

## Desde la ética

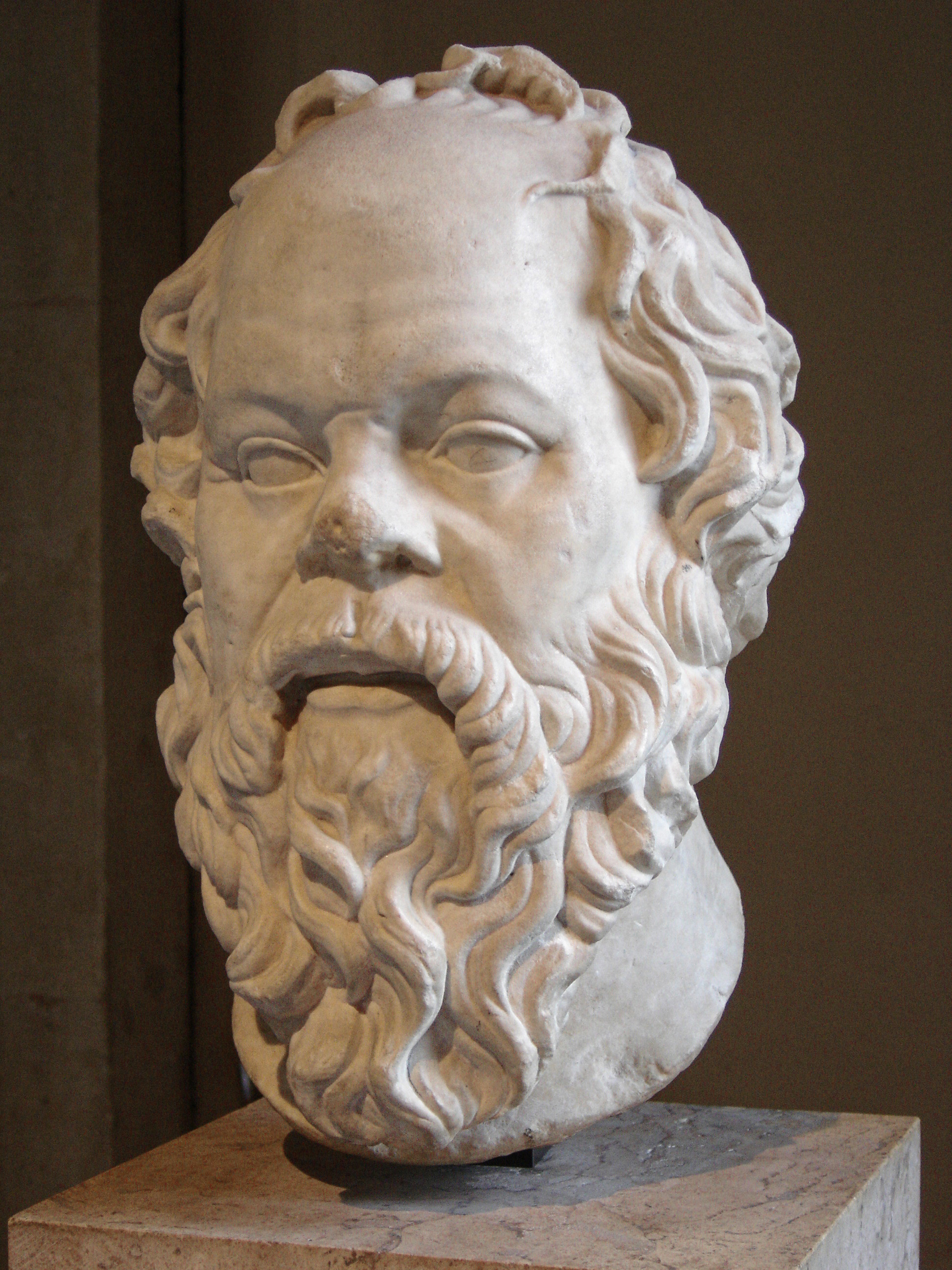
Escultura romana de Sócrates, siglo I dc.

El intelectualismo perfectamente se puede aplicar en el ámbito ético, en quienes defienden, que basta con conocer el bien para realizarlo, y que el mal se produce a causa de la ignorancia, posición conocida como intelectualismo socrático. El intelectualismo moral socrático identifica la virtud con el conocimiento. La experiencia moral se basa en el conocimiento del bien, solo si se conoce lo que es bueno y justo se hace lo que es bueno y justo. El conocimiento al que se refiere en la ética socrática no es un saber teórico, sino práctico acerca de lo mejor y lo más adecuado para cada circunstancia.

## Desde la filosofía del conocimiento
El Intelectualismo es una corriente epistemológica que sostiene que la base del conocimiento la forman conjuntamente la experiencia y el pensamiento, el intelectualismo sostiene que hay juicios lógicamente necesarios y universalmente válidos no sólo sobre objetos ideales sino también sobre los objetos reales, derivados de la experiencia. En la filosofía que hay detrás del intelectualismo hay cuatro tipos de ellos:
- Intelectualismo psicológico: Afirma que lo que prima es el entendimiento, por sobre la voluntad del hombre.
- Intelectualismo metafísico: Contrasta el pensamiento de lo que es real con una creencia ciega.
- Intelectualismo teológico: Se basa en justificar o defender las situaciones con la supremacía del entendimiento divino sobre todas las otras posibles formas de justificación de los hechos.
- Intelectualismo ético: Defiende el entendimiento desde la moral, haciendo que la moral forme la sabiduría o ignorancia que se adquiere.

Finalmente tenemos como grandes representantes de esta corriente filosófica, en el aspecto del conocimiento, a Sócrates, Aristóteles y Tomás de Aquino, además de muchos otros filósofos clásicos, modernos y contemporáneos.

## Desde la terminología marxista
En terminología marxista, sobre todo durante el estalinismo en la Unión Soviética, se denominaba intelectualismo al desviacionismo asociado a los intelectuales tildados de pequeñoburgueses.

## Intelectualismo tecnológico
La imagen intelectualista sobre la tecnología es, básicamente, la idea de que la tecnología deriva directamente de la ciencia aplicada. Esta forma de pensar se basa en el modelo del progreso humano que se concibe a mediados del siglo XX d. C.; más ciencia implica más tecnología y más tecnología implica mayor progreso económico, el cual deriva en progreso social. Sin embargo, esto no solo trae consecuencias positivas, sino que también conlleva consecuencias negativas tales como, riesgos derivados de la Tecnociencia, amplificación de la brecha económica e incremento en problemas de desempleo e inflación, entre otros. Pero la ciencia posee un conjunto de teorías racionales y objetivas, es decir, se consideran neutrales ya que carecen de valores subjetivos o apreciaciones. Esto es debido a que están cimentadas en el método científico, donde el desarrollo de todo el conocimiento científico se crea a partir de un proceso acumulativo en el que las teorías más nuevas ayudan a perfeccionar cada vez más la ciencia que ya se encontraba presente, dando lugar a una ciencia más precisa y mejor fundamentada. Por todo lo anterior se puede concluir que las teorías son previas a cualquier tecnología, por lo tanto, permitiendo así afirmar que no puede haber tecnología sin teorías previas y viceversa. Ese básicamente es el fundamento de la imagen intelectualista.

### Cuestionando el intelectualismo tecnológico

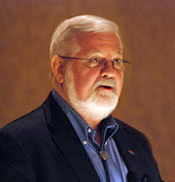
John M. Staudenmaier, S.J. realizó estudios históricos para rebatir el intelectualismo tecnológico.

Pero como bien existe la imagen intelectualista, existen también otras visiones y otras formas de pensar respecto a la relación ciencia-tecnología, de manera que existen argumentos con los que se suele atacar a esta visión. Una de las vías de cuestionamiento de la visión intelectualista sobre la tecnología, consiste en la búsqueda de momentos históricos de la tecnología que a su vez permitan cuestionar ampliamente el postulado fundamental de esta visión: “la tecnología deriva directamente de la ciencia aplicada”.
John Staudenmaier (1985) realizó un análisis de la historia sobre la tecnología desde 1959 hasta 1980, que fue publicada en la revista Technology and Culture de Estados Unidos, muestra, por ejemplo, que en investigaciones para el desarrollo de nuevas armas en Estados Unidos en 1966, se concluyó que solamente el 1% de la investigación se debía a ciencia básica, el 91% era de tipo tecnológico y un 9% aproximadamente podía ser visto fruto de la ciencia aplicada. Es decir, habría que cuestionar la afirmación de que la tecnología es siempre ciencia aplicada. Staudenmaier finalmente llega a los siguientes casos de la historia que pretenden demostrar que el postulado base del intelectualismo no se cumple:
- La tecnología cambia con frecuencia los conceptos científicos.
- La tecnología usa otros datos o conceptos diferentes a los que entrega la ciencia.
- Entre las teorías científicas y las teorías tecnológicas existe un notorio paralelismo, pero los supuestos detrás que fundamentan cada teoría son diferentes.
- La dependencia de la tecnología de las habilidades técnicas: Se sigue considerando el papel que desempeñan las habilidades técnicas de gran impacto para la tecnología.

Los puntos anteriores niegan la existencia del efecto exclusivo de la ciencia aplicada en la tecnología, no así la relación que estas dos mantienen.

### Desde el mundo académico

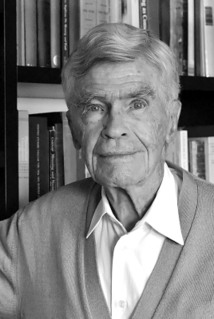
Mario Bunge filósofo destacado que apoya desde ciertas perspectivas el intelectualismo.

Mario Bunge es un importante representante de que eventualmente la tecnología podría derivar de la ciencia aplicada, a pesar de pertenecer al grupo reducido que tiene el ámbito académico sobre la filosofía de la ciencia y tecnología, ya que en estos temas el ámbito académico de la ingeniería y la ciencia es mucho más basto. Entre autores conocidos, los cuales defienden explícitamente la imagen intelectualista se puede encontrar a Carl Sagan e Isaac Asimov.

### Impacto del intelectualismo tecnológico
Considerar la imagen intelectualista de la tecnología ha influido a lo largo de la historia en presupuestos que reducen la tecnología a un conjunto de leyes tecnológicas, las cuales serían fácilmente deducibles por las leyes científicas. Bunge considera que la tecnología es fuertemente fundamentada por la ciencia mediante la creación de reglas tecnológicas y teorías tecnológicas, donde Bunge respecto a los dos aspectos antes mencionados asegura que «...una regla es una instrucción para realizar un número finito de actos en un orden dado y con un objetivo también dado... Los enunciados de leyes son descriptivos e interpretativos, las reglas son normativas... mientras que los enunciados legaliformes pueden ser más o menos verdaderos, las reglas sólo pueden ser más o menos efectivas» (Bunge, 1.972: 694). Donde legaliforme es la explicación de un acontecimiento por referencia a otro supone necesariamente apelar a leyes o enunciados generales que correlacionan acontecimientos del tipo que se pretende explicar. Además Bunge considera que las reglas tecnológicas se fundamentan en la investigación y en la acción, y no pueden ser triviales ya que estas están basadas en leyes y/o fórmulas que determinan cabalmente la acción e investigación de alguna regla tecnológica. Sin embargo, a diferencia de las reglas de la moral que restringen el comportamiento ético y las reglas de semántica que restringen el cómo escribir correctamente, las reglas tecnológicas se basan en leyes y/o fórmulas capaces de asegurar efectividad al momento de cumplirlas, entonces al analizar la frase «el agua hierve a 100 °C», se observa que es una frase basada en enunciados nomológicos, esto quiere decir que es un enunciado verdadero y que se puede comprobar, y decir «para hervir el agua es necesario calentarla a 100 °C» es una regla tecnológica. Por lo tanto, es posible pasar de leyes científicas a reglas tecnológicas, pasando los enunciados nomológicos a enunciados nomopragmático, donde nomopragmático implica que hay una acción humana de por medio. Por todo lo mencionado anteriormente Bunge concluye: «Y por esa misma razón la tecnología, a diferencia de las artes y los oficios precientíficos, no parte de reglas para terminar con teorías, sino al revés. En resolución: esa es la causa de que la tecnología sea ciencia aplicada, mientras que la ciencia no es tecnología purificada» (Bunge, 1.972: 699). Con lo que defiende el postulado que propone la imagen intelectualista sobre la tecnología.

#### Rebatiendo a Mario Bunge
En las teorías tecnológicas que menciona Bunge, hay un aspecto que choca con un problema. El problema con el que choca radica en que, las teorías son consideradas una especie de caja negra donde entran diversos inputs y salen diversos outputs, sin importar realmente que lo fundamenta. Por lo tanto, tomar las teorías como caja negra implica que solo importa que al aplicar la teoría funcione, es decir, mirar los aspectos de eficiencia, además de concluir que al asumir el «sistema de caja» negra, las teorías terminan siendo de una complejidad baja. Desde el punto de vista actual (2016) la posición que Bunge toma es perfectamente discutible, ya que a lo largo de la historia los descubrimientos científicos se han usado de manera cada vez más y más compleja de modo que en todos los avances tecnológicos e históricos que viene después del proceso de automatización muestran cada vez más turbia la noción de que los aspectos científicos son más complejos que los aspectos tecnológicos. Además, hay otro aspecto que Bunge afirma y que fácilmente puede ser sujeto a cuestionamiento, es que la caja negra que menciona resulta de manera eficiente siempre que la persona que use la tecnología no se preocupe tanto de la precisión. Lo anterior choca completamente con lo que se conoce en la actualidad ya que, la tecnología actualmente requiere de mucha precisión y no se lleva a cabo de manera adecuada si es que hay fallos. Bunge dice que no se debe preocupar por la precisión ya que la precisión ya fue desarrollada por las bases científicas que subyacen a la tecnológica, pero el problema es la diferencia de complejidad que se da en la actualidad (2016).[cita requerida]